# 尾崎信一郎
尾崎 信一郎（おさき しんいちろう、1962年 - ）は、日本の美術評論家。鳥取県立博物館館長。日本とアメリカ合衆国の戦後美術を専門分野とする。

## 来歴
鳥取県鳥取市に生まれる。祖父は画家の尾崎悌之助。
大阪大学文学部に進学し、美術史を専攻する。1987年より兵庫県立近代美術館に学芸員として勤務した。1992年に大阪大学文学部大学院芸術学研究科博士課程を単位取得修了する。
1995年に国立国際美術館で研究員となり、1998年より京都国立近代美術館の主任研究官として勤務した。2006年に鳥取県立博物館美術振興課長となり、2021年に館長に就任した。2022年から県教委美術館整備局美術振興監を兼ねる。
2023年5月に、2025年開館予定の鳥取県立美術館館長に内定した。展示品として県が購入したアンディ・ウォーホルの「ブリロの箱」などが高額であるという批判が出たことに対し、説明会でその意義を繰り返し説くこともおこなった。

## 著作
- 『絵画論を超えて』東信堂、1999年
- 『美術批評と戦後美術』ブリュッケ、2007年
- 『戦後日本の抽象美術: 具体・前衛書・アンフォルメル』思文閣出版、2022年

### 共著
- 『川端実  満ちゆく絵画』大島徹也（多摩美術大学 准教授）、尾﨑信一郎、沢山遼（美術批評）、依田寿久（画家）　大塚美術、2020年

## 展示企画
- 「重力―戦後美術の座標軸」（1997年　国立国際美術館）
- 「アウト・オブ・アクションズ」（1998年　ロスアンジェルス現代美術館）
- 「痕跡―戦後美術における身体と思考」（2004年　京都国立近代美術館）
- 「彫刻家　辻晉堂展」（2010年　鳥取県立博物館）
- 「日本におけるキュビスム―ピカソ・インパクト」（2016年　鳥取県立博物館）[2]